# Pachycondyla acuta
Pachycondyla acuta är en myrart som beskrevs av Carlo Emery 1900. Pachycondyla acuta ingår i släktet Pachycondyla och familjen myror. Inga underarter finns listade i Catalogue of Life.